# MRNA-5671
L'mRNA-5671, també conegut com V941, és un candidat a vacuna contra el càncer desenvolupat per Moderna. És una vacuna tetravalent que s'adreça a mutacions del conductor G12D, G12V, G13D o G12C en el gen KRAS. Actualment s'està avaluant per al tractament del càncer de pulmó de cèl·lules no petites, càncers colorectals amb inestabilitat de microsatèl·lits o adenocarcinoma pancreàtic, tots amb mutacions confirmades del conductor KRAS.